# Župnija Ljubljana - Kodeljevo
Župnija Ljubljana - Kodeljevo je rimskokatoliška teritorialna župnija Dekanije Ljubljana - Moste Nadškofije Ljubljana v upravljanju Salezijanske družbe sv. Janeza Boska. Župnija deluje od 29. junija 1960 na območju Kodeljevega od njene odcepitve od župnije Ljubljana - Sv. Peter. Župnijska cerkev je posvečena sv. Tereziji deteta Jezusa.
- Župnijska cerkev sv. Terezije Deteta Jezusa
- Med gradnjo, v ozadju Salezijanski mladinski dom oz. stavba, kjer je bil kino Triglav
- Okrasitev Kodeljevega ob blagoslovu temeljnega kamna
- Gregorij Rožman med polaganjem temeljnega kamna za cerkev na Kodeljevem, 1936
- Položaj župnijske cerkve (rdeča št. 2) na Kodeljevem

## Okoliščine izgradnje župnijske cerkve
Salezijanec pater Srečko Zamjen je po koncu prve svetovne vojne odkril, da bi Društvo za mladinske domove za svoje delovanje območju Kodeljevega lahko uredilo svoj prvi mladinski dom v Sloveniji in na ta način nadaljevalo z delom po vzoru ustanovitelja salezijancev, Don Boska. Na tem področju poleg Codellijevega gradu ni bilo drugih stavb kot nekaj zapuščenih lesenih barak na področju kasnejše vojašnice in sedanjega naselja Nove Poljane. Vojska mu jih je oddelila pet, od katerih je dve podrl in njihov material uporabil za obnovo preostalih treh. Ena je bila namenjena gledališkim predstavam, druga kapeli, v tretjo pa se je novembra 1919 vselila skupina salezijancev iz Rakovnika. Že ob prenovi barak so se ob igrah (zlasti nogometu) zbirali otroci iz Vodmata, Most, Sela in Zelene Jame. Od leta 1922 je v domu delovala godba na pihala, od leta 1923 pa so organizirali projekcije filmov.
Vedno večje število otrok, ki so se zbirali na tem področju in slabo stanje barak je vodilo k načrtovanju pravega mladinskega doma. Ker prvotnega zemljišča ni bilo moč odkupiti, so od barona Codellija na drugi strani železniške proge odkupili obsežno zemljišče, kjer mladinski dom in župnijska cerkev stojita še danes. V domu so dobile prostor različne organizacije, v njem pa je bila tudi kapela in gledališka dvorana (s filmskim projektorjem). Društvo za mladinske domove se je za gradnjo zelo zadolžilo in dolgov ni uspelo povrniti, zato so dom, da ne bi šel v prodajo, konec 20. let 20. stoletja odkupili salezijanci.
Z namenom vzgoje otrok je dom deloval do konca leta 1945, ko so dom nacionalizirali in ga dodelili različnim političnim organizacijam. Kasneje je kinopodjetje Triglav obnovilo predvajanje filmov.
Že v času delovanja doma se je poleg potreb samega doma tudi zaradi pričetka gradnje stanovanjskih hiš na nekoč praznem prostoru Kodeljevega pokazala potreba po izgradnji prave cerkve. Kot zavetnica svetišča je bila izbrana Sveta Terezija Dete Jezusa, zavetnica misijonov. Spomladi 1935 so pričeli z izkopi, 5. aprila leta 1936 (na cvetno nedeljo) pa je temeljni kamen blagoslovil takratni škof Gregorij Rožman. Cerkev po načrtih arhitekta inž. Hermana Husa je bila predana službi 9. oktobra 1938, čeprav takrat še ne povsem dokončana, brez zvonika, nadstreška nad vhodom in ometa.
30 metrov visok zvonik in portal po načrtih ing. arh. Blaža Slapšaka je bil zgrajen leta 1971. Leta 1981 so bile v cerkvi postavljene orgle mojstra Antona Jenka s skupaj 2136 piščali, dolgih od 16 mm do 5 metrov. Leta 1985 je bila zvonik opremljen tudi z zvonovi (štirimi). Leta 2010 se je zaradi poškodb zvonika zaključila obsežna prenova zunanjosti cerkve, ki je vključevala tudi novo vpetje zvonov.

## Ustanovitev župnije
29. junija 1960 je škof Anton Vovk na območju Kodeljevega ustanovil župnijo in jo predal v trajno upravljanje salezijanski družbi. Župnija se je s tem izločila iz župnije Svetega Petra, saj je sama postajala center verskega dogajanja na območju z okoli 3000 prebivalci.

## Seznam župnikov
- Franc Levstek  1960 - 1966
- Franc Grmič  1966 - 1967
- Stanko Rebek  1967
- Janez Jenko  1967 - 1968
- Franc Stritar  1968 - 1970
- Štefan Ferenčak  1970 - 1973
- Franc Stritar  1973 - 1978
- Alojzij Slavko Snoj  1978 - 1981
- Franc Škrabl  1981 - 1985
- Janko Novak  1985 - 1991
- Vinko Štrucelj  1991 - 1994
- Mirko Rakovnik  1994 - 2002
- Franc Maršič  2002 - 2008
- Mirko Simončič 2008 - 2010
- Franc Maršič  2010 - 2017
- Grega Valič 2017 -